# Musicanova
I Musicanova sono stati un gruppo musicale creato nel 1976 da Eugenio Bennato e Carlo D'Angiò, entrambi reduci dall'esperienza della Nuova Compagnia di Canto Popolare. La formazione include anche altri musicisti, tra cui Teresa De Sio (voce e chitarra).

## Storia dei Musicanova
Il gruppo acquisì notorietà a livello nazionale con la colonna sonora di un celebre sceneggiato  L'eredità della priora. Attorno a questo gruppo si sono ritrovati alcuni tra i migliori interpreti della musica folk napoletana, creando alcuni album che hanno, insieme al lavoro della Nuova Compagnia di Canto Popolare, attirato l'attenzione sulla musica folk meridionale.

### Brigante se more
È la colonna sonora di un celebre sceneggiato della RAI, L'eredità della priora, di Anton Giulio Majano (1980) tratto dall'omonimo romanzo di Carlo Alianello, e contiene
alcuni tra i brani più famosi del gruppo.

## Discografia
- 1976 - Garofano d'ammore
- 1978 - Musicanova
- 1979 - Quanno turnammo a nascere (Canzoni sulle quattro stagioni di Eugenio Bennato e Carlo d'Angiò)
- 1980 - Brigante se more
- 1981 - Festa festa